# وليد العوضي
وليد العوضي (18 ديسمبر)، مخرج ومنتج سينمائي كويتي.

## أفلام
- سدره بطولة: سعد الفرج.
- تورا بورا بطولة: سعد الفرج.